# Washington-Alexandria Architecture Center
Das Washington-Alexandria Architecture Center (WAAC) wurde Anfang der 1980er-Jahre als städtische Außenstelle des Virginia Tech College of Architecture and Urban Studies am Virginia Polytechnic Institute and State University gegründet. Die renommierte Land-grant University in Blacksburg sollte den Studierenden der Graduiertenprogramme die Möglichkeit bieten, dem Campus in der ländlichen Umgebung Virginias zu entfliehen und sich in unmittelbarer Nähe zur amerikanischen Hauptstadt Washington, D.C., in Alexandria, mit Architektur und Städtebau im Kontext der Lehre auseinanderzusetzen.

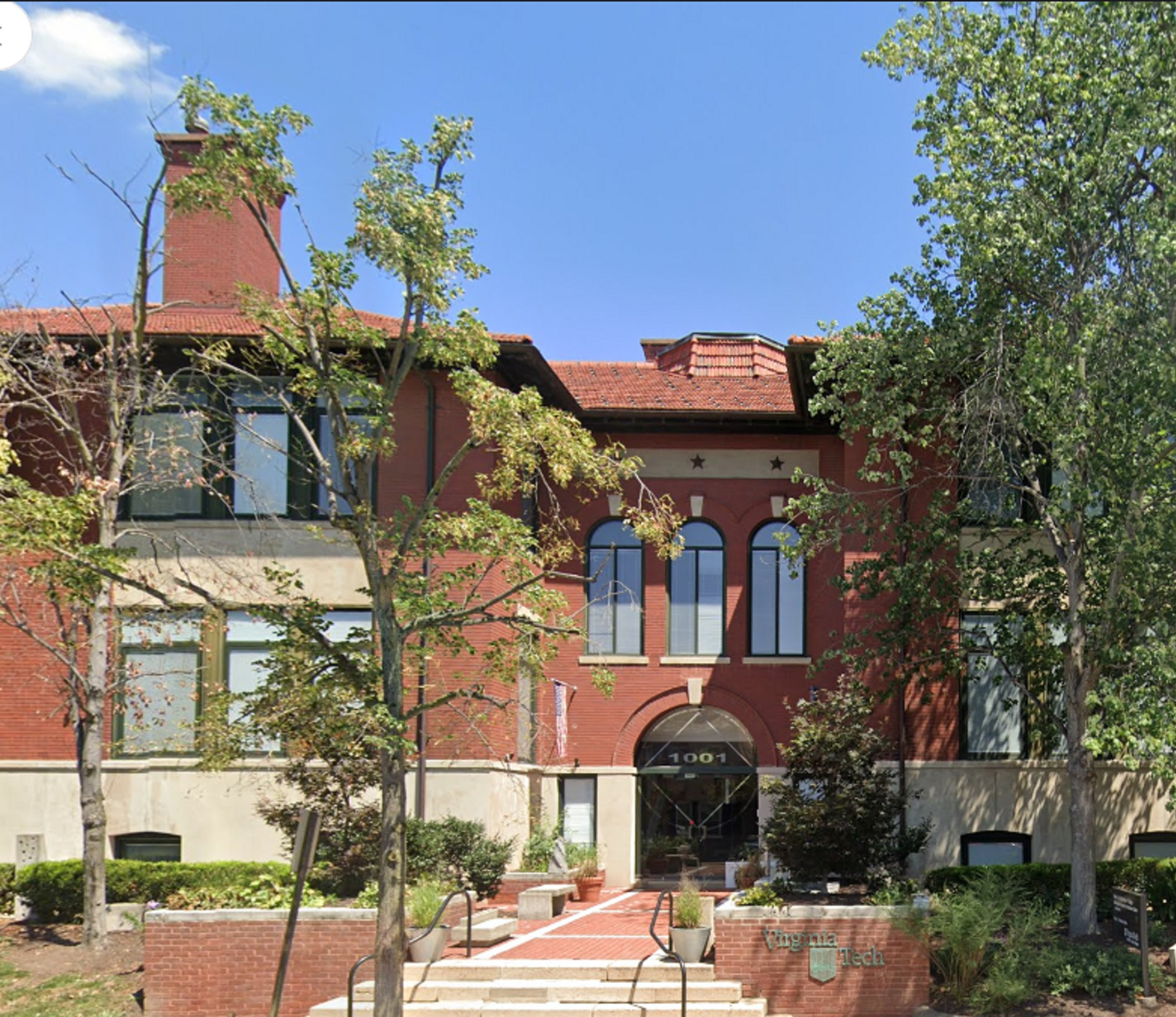
WAAC Fassade zur Prince Street

## Geschichtliche Entwicklung

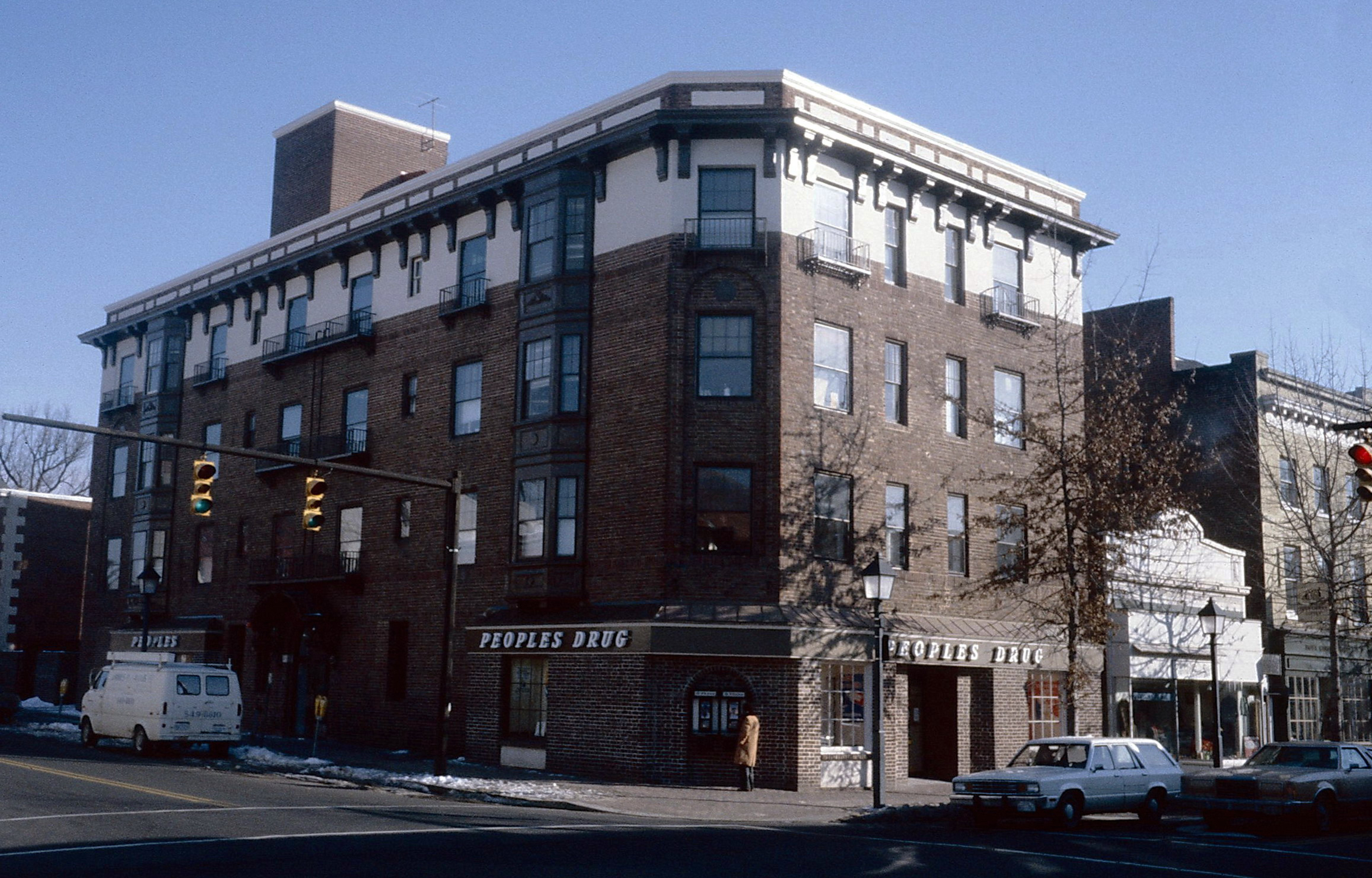
Erste provisorische Unterkunft für das neugegründete WAAC (1981)

Das WAAC war 1981 zunächst in der North Columbus Street 101, in der Altstadt von Alexandria, in einer angemieteten Etage über einem Drugstore und ab 1982 in einer ehemaligen Mädchenschule in der Prince Street untergebracht. Die wurde 1990 von der Virginia Tech erworben. 2019 wurde das WAAC durch Umnutzung eines benachbarten Bürogebäudes erweitert und diente als multinationaler Stützpunkt von insgesamt 13 Universitäten, um länderübergreifend mit anderen Architekturabteilungen in einer Art „Konsortium“ zu kooperieren. Mit der Übernahme weiterer historischer Gebäude, einer säkularisierten Kirche aus dem 19. Jahrhundert und den „Gallery Apartments“, formierte sich im Radius von sechs Blocks eine Art urbaner Campus. Das WAAC ist inzwischen Mitglied des National Student Exchange, einer Organisation kanadischer und amerikanischer Universitäten, die auch die Außengebiete von Puerto Rico, Guam und die U.S Virgin Islands umfasst.

## Partner
Deutsche Partneruniversität war die Bauhaus-Universität Weimar. Diese Verbindung symbolisiert die institutionelle Verbundenheit mit der Bauhausphilosophie, die durch den „Tectonic Designer“ Olivio Ferrari, so seine Selbstbeschreibung, seit der Gründung des College of Architecture and Urban Studies in den 1960er Jahren mit dem „Foundation Program“ (eine Art Grundlehre in Anlehnung an die Vorkurse am Bauhaus) in Virginia implementiert wurde.
Die Querverbindung der Architekturabteilung von „Virginia Tech“ zum Bauhausgedanken ist mannigfaltig: Zum einen durch die „alten“ Bauhäusler, die in die USA emigrierten und u. a. am Black Mountain College in North Carolina, lehrten, wie Josef Albers und Walter Gropius, zum anderen durch die „Nach-Bauhäusler“ wie Max Bill. Bei ihm studierte Olivio Ferrari nach seiner Ausbildung an der Berufsschule Solothurn an der Hochschule für Gestaltung Ulm. Auch Robert Graeff, der Sohn des Bauhaus-Studenten und Allroundkünstlers Werner Graeff, der in Blacksburg Industriedesign unterrichtete, stellte ein solches Bindeglied dar.

## Einflüsse

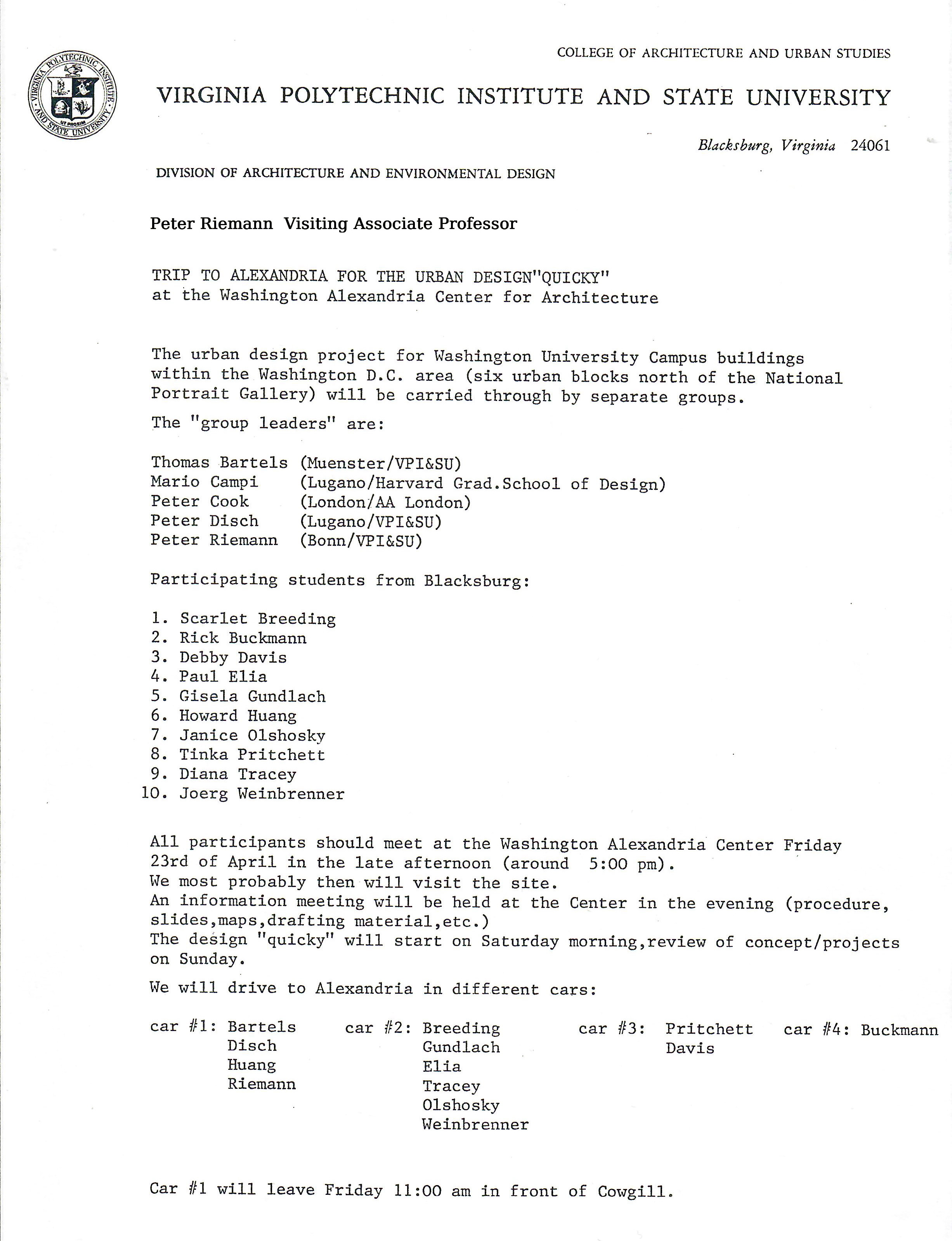
Vorankündigung für eine Entwurfsaufgabe im WAAC mit Gastprofessoren (1982)

Die Architekturabteilung und die Fakultät verdankte ihre stark z. T. stark bauskulptural – experimentell – haptische Prägung mit Louis I. Kahn, Buckminster Fuller und Antonio Gaudi als großen Vorbildern dem Einfluss und Wirken von Olivio Ferrari (von 1965 bis 1994). Dieser war seit 1968 Leiter des Auslandsstudienprogramms und hat das Virginia Tech European Studies Center in der Villa Maderni (heute: The Steger center for International Scholarship) in Riva San Vitale gründete.
Das relativ stark designorientierte Foundation Program des CAUS und das Curriculum des WAAC bildeten somit in Virginia, nach Auflösung des „alten“ Bauhauses im Dritten Reich und der politisch motivierten Stilllegung der HFG Ulm im Jahre 1968, einen verspäteten pädagogischen Ableger. Julio San Jose, der 1979 als Dean von der Syracuse University nach Blacksburg wechselte, erweiterte in seiner kurzen Amtszeit von 1979 bis 1981 den Focus durch Berufung und Einladung europäischer Architekten (Mario Campi, Peter Cook, Carl Fingerhuth, Peter Riemann und Cornelis van den Ven).
In der Aufbauphase des WAAC wurden die Gastprofessoren und Gastdozenten temporär oder für die Dauer eines Semesters von Blacksburg „ausgelagert“. Ein Dokument aus dem Archiv zeigt eine solche Wochenendaktion zur Aktivierung des WAAC.
Die traditionelle Verbindung zum Bauhaus blieb jedoch bestehen. In der Folgezeit unterrichteten allein dreizehn Absolventen der Bauhaus-Universität Weimar als Gäste am WAAC, die als Wissenschaftler und Professoren ihre akademische Karriere weitergeführt haben, wie z. B. Dr.-Ing. Niels-Christian Fritsche (TU Dresden), Dr. Ulrike Altenmüller (Drexel University, Westphal College of Media Arts & Design), Jan Frohburg (University of Limerick), Katja Fischer (IBA Thüringen), Dr. Constanze Petrow (Hochschule Geisenheim) und Dr.-Ing. Christian Bauriedel (Technische Hochschule Augsburg).

## Leitung
Erster Direktor der „urbanen Filiale“ von Virginia Tech. war John Thomas Regan der nach der Einrichtung des WAAC im Jahr 1983 Gründungsdekan der University of Miami, School of Architecture wurde. Ihm folgte Jaan Holt, ein Schüler von Louis Kahn. Leiterin der inzwischen dauerhaft etablierten und stetig gewachsenen Institution ist Susan C. Piedmont-Palladino.